# Deutsche Sinfonie
Deutsche Sinfonie, op. 50, és una composició per a solistes, cor i orquestra de Hanns Eisler. Malgrat el títol, es considera que té més l'estil d'una cantata que el d'una simfonia. Principalment compost entre 1935 i 1947, però no va ser completat fins al 1957, és un enquadrament d'onze moviments de poemes de Bertolt Brecht, escrits principalment a Cançons, Poemes i Cors de 1934, i per Ignazio Silone, adaptats per Eisler. Es va estrenar en la seva forma plena a l'Òpera Estatal Alemanya, Berlín de l'est, el 24 d'abril de 1959. Brecht havia mort el 1956.
El tema d'Eisler era l'avenç de Nazisme dins Alemanya. Tot i així el compositor va trobar dificultats en la representació i recepció de l'obra i d'aquí ve el període llarg de composició i desenvolupament. Quan els primers dos moviments (llavors subtitulada Una Simfonia Anti-Hitler) va guanyar un premi al 15è Festival de la Societat Internacional per Música Contemporània, obtenint una actuació promesa per a l'Exposició Universal de París (1937), el règim Nazi va persuadir el govern francès que va haver de cancel·lar l'actuació. No va ser fins al 1995 que l'obra fou finalment enregistrada en un estudi, amb solistes i la Leipzig Gewandhaus Orquestra dirigida per Lothar Zagrosek.

## Moviments
1. Präludium
2. Un dau Kämpfer in den Konzentrationslagern [Als lluitadors en els camps de concentració]
3. Etüde für Orchester
4. Erinnerung (Potsdam) [Memòria]
5. En Sonnenburg
6. Intermezzo für Orchester
7. Begräbnis des Hetzers im Zinksarg [Enterrament del problemàtic en un taüt de zinc]
8. Bauernskantate: A. Mißernte, B. Sicherheit, C. Flüstergespräche, D. Bauernliedchen [Cantata de camperols: Un. Fracàs de collita, B. Seguretat, C. Diàleg en murmuris, D. Cançó de la falç]
9. Arbeiterkantate [Cançó de l'enemic de classe]
10. Allegro für Orchester
11. Epilog